# Villa di Trefiano
La rinascimentale Villa di Trefiano, nel comune di Carmignano (Prato), fu costruita nel 1570 dal Buontalenti per la famiglia fiorentina Rucellai. La famiglia Rucellai fu proprietaria della Villa di Trefiano fino al 1880; negli anni 1920 la proprietà fu acquisita dagli attuali proprietari, i Conti Contini Bonacossi.
La data della costruzione e il nome del committente si leggono sugli architravi in pietra serena delle finestre della facciata principale.
La villa è collocata in cima ad una collina e si affaccia sulla piana di Firenze-Prato-Pistoia.
La villa è circondata da 5 ettari di vigne (di Sangiovese, Cabernet e Canaiolo) dalle quali nasce il Trefiano, Carmignano D.O.C.G., e da altri 5 di oliveto da cui viene prodotto olio extra vergine di oliva.